# Crash! Boom! Bang!
Crash! Boom! Bang! é o quinto álbum de estúdio da banda Roxette, lançado a 9 de Abril de 1994.
Mal comercializado pela EMI America, uma versão especial do álbum foi disponibilizado aos clientes da rede de restaurantes McDonald's, chamada Favorites From Crash! Boom! Bang!. A versão japonesa do álbum inclui a faixa "Almost Unreal". No Reino Unido também foi lançado uma versão do álbum em vinil.
"Sleeping in My Car", "Crash! Boom! Bang!", "Fireworks", "Run to You" e "Vulnerable" foram lançados como singles.
| Críticas profissionais                                                      | Críticas profissionais |
| Avaliações da crítica                                                       | Avaliações da crítica  |
| Fonte                                                                       | Avaliação              |
| --------------------------------------------------------------------------- | ---------------------- |
| allmusic                                                                    | [ 1 ]                  |
| Esta tabela precisa de ser acompanhada por texto em prosa. Consulte o guia. |                        |

## Faixas
Todas as composições por Per Gessle

### CD
Lançamento Original
1. "Harleys & Indians (Riders in the Sky)" – 3:15
2. "Crash! Boom! Bang!" – 5:02
3. "Fireworks" – 3:57
4. "Run to You" – 3:39
5. "Sleeping in My Car" – 3:47
6. "Vulnerable" – 5:03
7. "The First Girl on the Moon" – 3:11
8. "Place Your Love" – 3:09
9. "I Love the Sound of Crashing Guitars" – 4:49
10. "What's She Like?" – 4:16
11. "Do You Wanna Go the Whole Way?" – 4:11
12. "Lies" – 3:41
13. "I'm Sorry" – 3:10
14. "Love Is All (Shine Your Light on Me)" – 6:41
15. "Go to Sleep" – 3:58

 Favorites From Crash! Boom! Bang! 
1. "Harleys & Indians (Riders in the Sky)"
2. "Run to You"
3. "Crash! Boom! Bang!"
4. "I Love the Sound of Crashing Guitars"
5. "Do You Wanna Go the Whole Way?"
6. "The First Girl on the Moon"
7. "Place Your Love"
8. "Lies"
9. "I'm Sorry"
10. "Go to Sleep"

Lançamento Remasterizado de 2009
1. "Harleys & Indians (Riders in the Sky)"
2. "Crash! Boom! Bang!"
3. "Fireworks"
4. "Run to You"
5. "Sleeping in My Car"
6. "Vulnerable"
7. "The First Girl on the Moon"
8. "Place Your Love"
9. "I Love the Sound of Crashing Guitars"
10. "What's She Like?"
11. "Do You Wanna Go the Whole Way?"
12. "Lies"
13. "I'm Sorry"
14. "Love Is All (Shine Your Light on Me)"
15. "Go to Sleep"
16. "Almost Unreal"
17. "Crazy About You"
18. "See Me"

- Faixas bônus disponíveis apenas no iTunes -
1. "Better Off On Her Own"
2. "Always Breaking My Heart" (Demo)

### Singles
- "Sleeping in My Car"

1. "Sleeping in My Car" (Single edit)
2. "The Look" (MTV Unplugged)
3. "Sleeping in My Car" (The Stockholm Demo Version)

- "Crash! Boom! Bang!"

1. "Crash! Boom! Bang!" (Single edit)
2. "Joyride" (MTV unplugged)
3. "Run to You" (Demo)

- "Fireworks"

1. "Fireworks" (Single edit)
2. "Fireworks" (Jesus Jones Remix)
3. "Dangerous" (MTV unplugged)
4. "The Rain" (Demo)

- "Run to You"

1. "Run to You"
2. "Don't Believe In Accidents" (Demo)
3. "Almost Unreal" (Demo)
4. "Crash! Boom! Bang!" (Demo)

- "Vulnerable"

1. "Vulnerable" (Single edit)
2. "The Sweet Hello, The Sad Goodbye"
3. "Vulnerable" (Demo)
4. "I'm Sorry" (Demo)

## Desempenho nas paradas
Álbum
| País          | Posição | Certificações |
| ------------- | ------- | ------------- |
| Alemanha      | 2       | Platina       |
| Austrália     | 2       | desconhecido  |
| Canadá        | 13      | desconhecido  |
| Hungria       | 9       | nenhuma       |
| Noruega       | 6       | desconhecido  |
| Países Baixos | 6       | Ouro          |
| Polônia       | -       | Ouro          |
| Suécia        | 1       | 2x Platina    |
| Suíça         | 1       | Platinum      |
| Reino Unido   | 3       | Ouro          |

## Créditos
- Per Gessle e Marie Fredriksson - Vocais
- Jonas Isacsson, Per Gessle, Janne Oldaeus, M. J. Persson e Pelle Sirén - Guitarra eléctrica
- Jonas Isacsson, Per Gessle & Pelle Sirén - Guitarra accústica
- Pelle Alsing, Nicki Wallin, Christer Jansson, Alar Suurna & Matts Persson - Bateria e percussão
- Clarence Öfwerman - Teclados
- Anders Herrlin - Baixo